# Lord Lieutenant

Flagge eines Lord Lieutenant heute

Lord Lieutenant [lɔːd lɛfˈtɛnənt] (deutsch auch Lordleutnant) ist der Titel der persönlichen Repräsentanten des britischen Monarchen in den Verwaltungseinheiten des Vereinigten Königreichs.
Früher gehörte zu jeder der traditionellen Grafschaften ein Lord Lieutenant. In England wird das Gebiet, das einem Lord Lieutenant zugeordnet ist, als „zeremonielle Grafschaft“ (ceremonial county) bezeichnet. In Wales werden die entsprechenden Gebiete, acht an der Zahl, als „bewahrte Grafschaften“ (preserved counties of Wales) bezeichnet. In Schottland heißen sie „Leutnantgebiete“ (lieutenancy areas).
In Irland war der Lord Lieutenant of Ireland der Chef der britischen Verwaltung, bis 1922 der Irish Free State ausgerufen wurde, der in der heutigen Republik Irland mündete.
Zu den Aufgaben des Lord Lieutenant gehören:
- die Organisation, Begleitung und förmliche Begrüßung von Mitgliedern der königlichen Familien und von Staatsgästen bei Besuchen in ihrem Gebiet
- die Übergabe von Orden und Auszeichnungen im Auftrag des britischen Monarchen und Beratung im Nominierungsprozess für diese Auszeichnungen
- die Unterstützung und Förderung von sozialen und gemeinnützigen Aktivitäten in ihrem Aufgabenbereich
- die Anbindung zu örtlichen Einheiten der britischen Streitkräfte und den zugeordneten Kadettenschulen und -organisationen sowie Katastrophenschutzeinheiten
- der Vorsitz im regionalen Advisory Committee on Justices of the Peace

Die Amtsbezeichnung für einen Untergebenen und Stellvertreter eines Lord Lieutenant ist Deputy Lieutenant (DL; auch Vice Lord Lieutenant).